# Olympische Jugend-Sommerspiele 2018/Judo
Bei den Olympischen Jugend-Sommerspielen 2018 wurden neun Wettbewerbe im Judo ausgetragen. Sie fanden vom 7. bis zum 10. Oktober 2018 statt.

## Wettbewerb
Es wurden 4 Wettbewerbe in verschiedenen Gewichtsklassen pro Geschlecht ausgetragen, zusätzlich fand ein gemischter, internationaler Mannschaftswettbewerb statt.

## Ergebnisse

### Jungen

#### Bis 55 kg
Der Wettbewerb fand am 7. Oktober statt.
| Platz | Land       | Athlet              |
| ----- | ---------- | ------------------- |
| 1     | Belarus    | Artsiom Kolasau     |
| 2     | Mongolei   | Temuujiin Ganburged |
| 3     | Ukraine    | Oleh Veredyba       |
| 3     | Österreich | Daniel Leutgeb      |

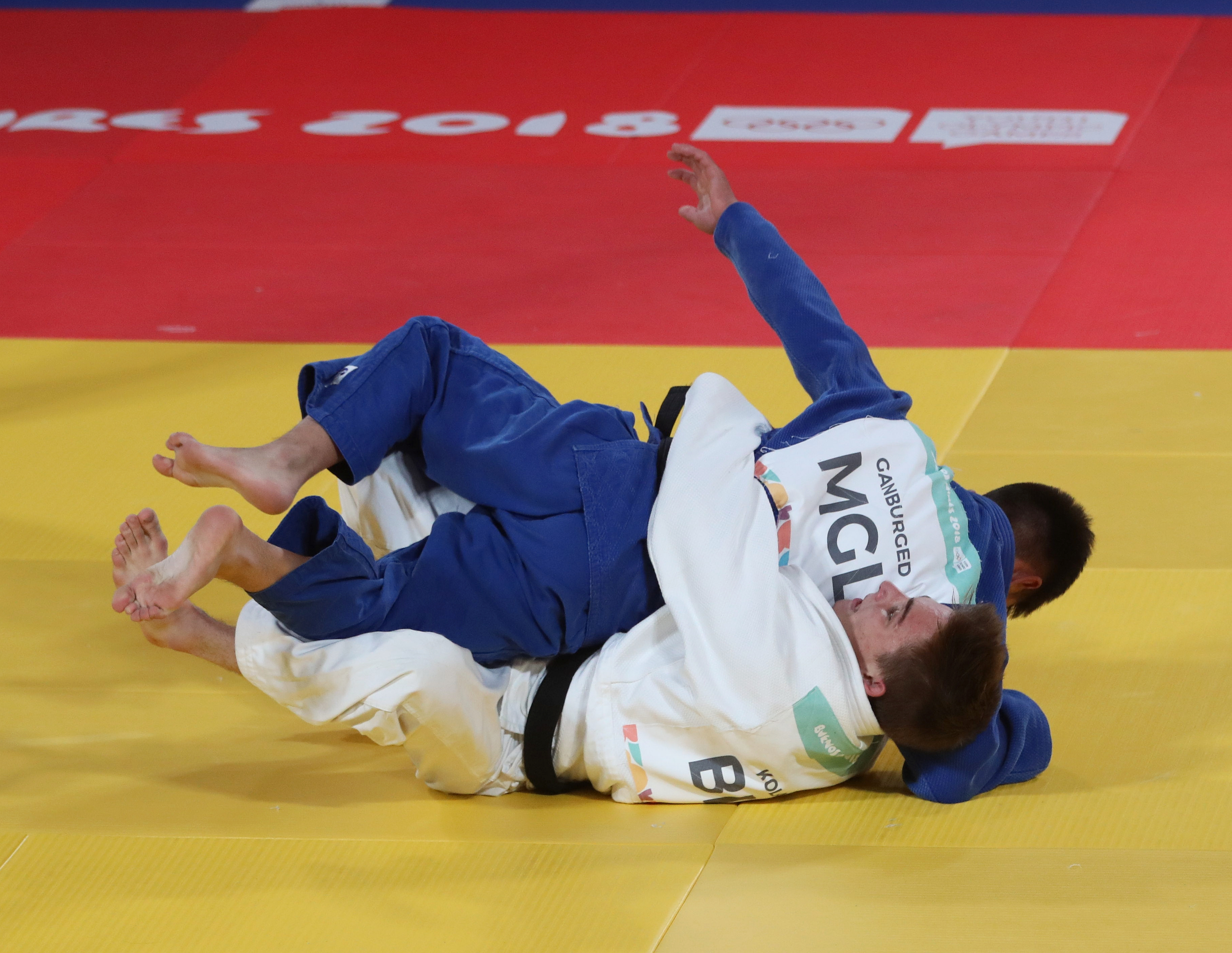
Finale: Artsiom Kolasau (unten, beim Angriff zum Ippon) gegen Temuujin Ganburged
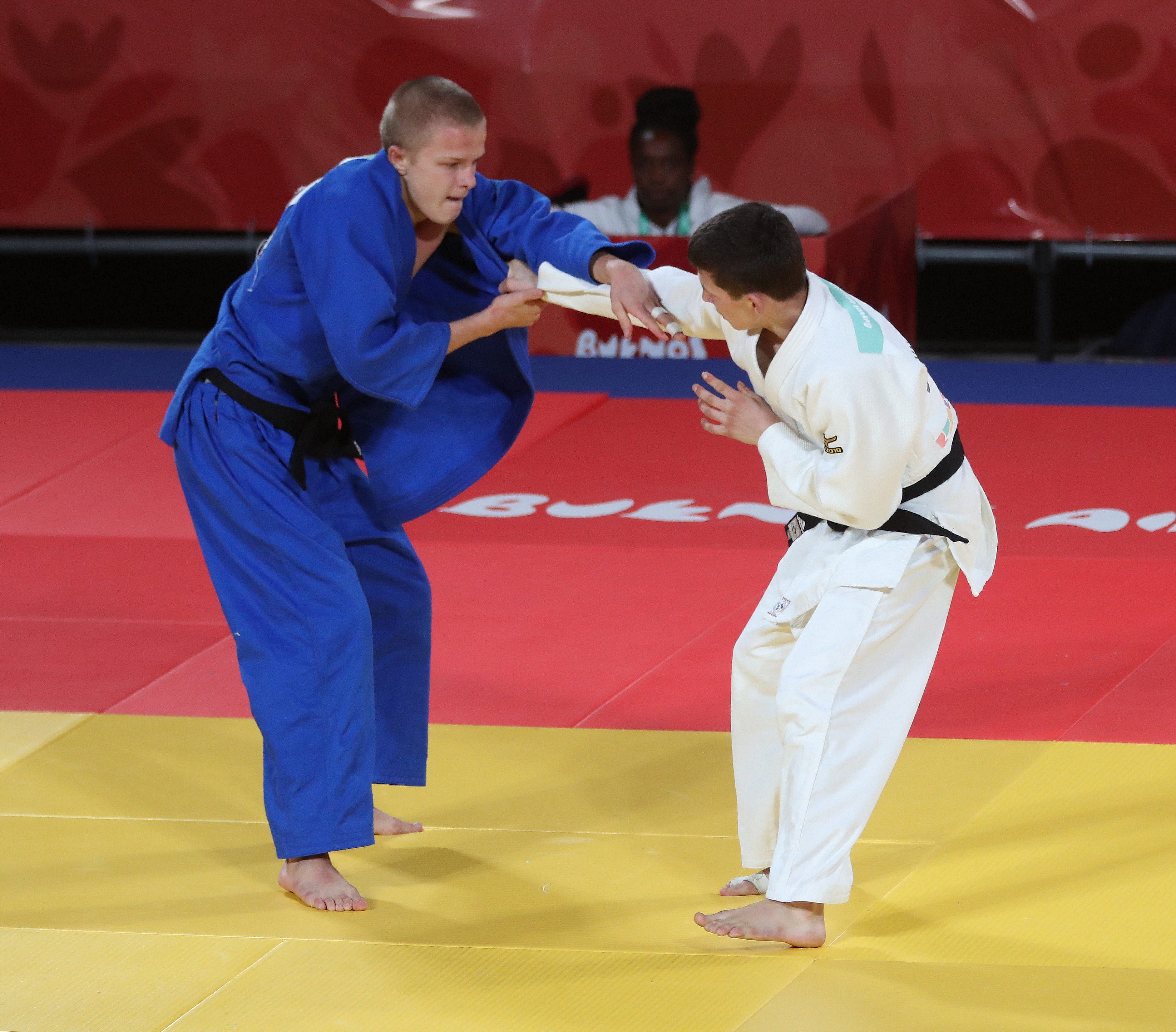
Bronzemedaillenmatch: Romain Valadier-Picard gegen Oleh Veredyba (links)
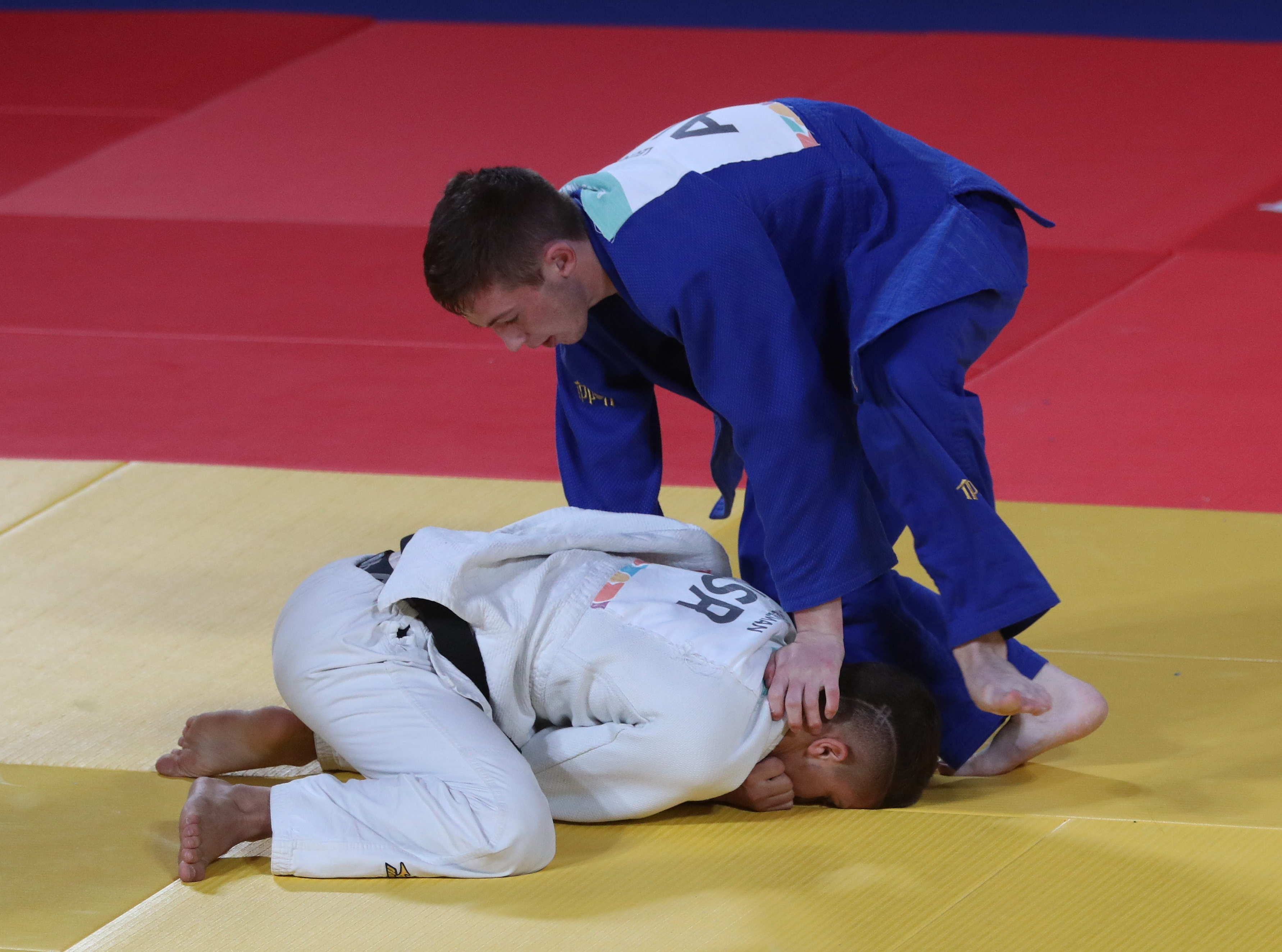
Bronzemedaillenmatch: Ariel Shulman gegen Daniel Leutgeb (oben)
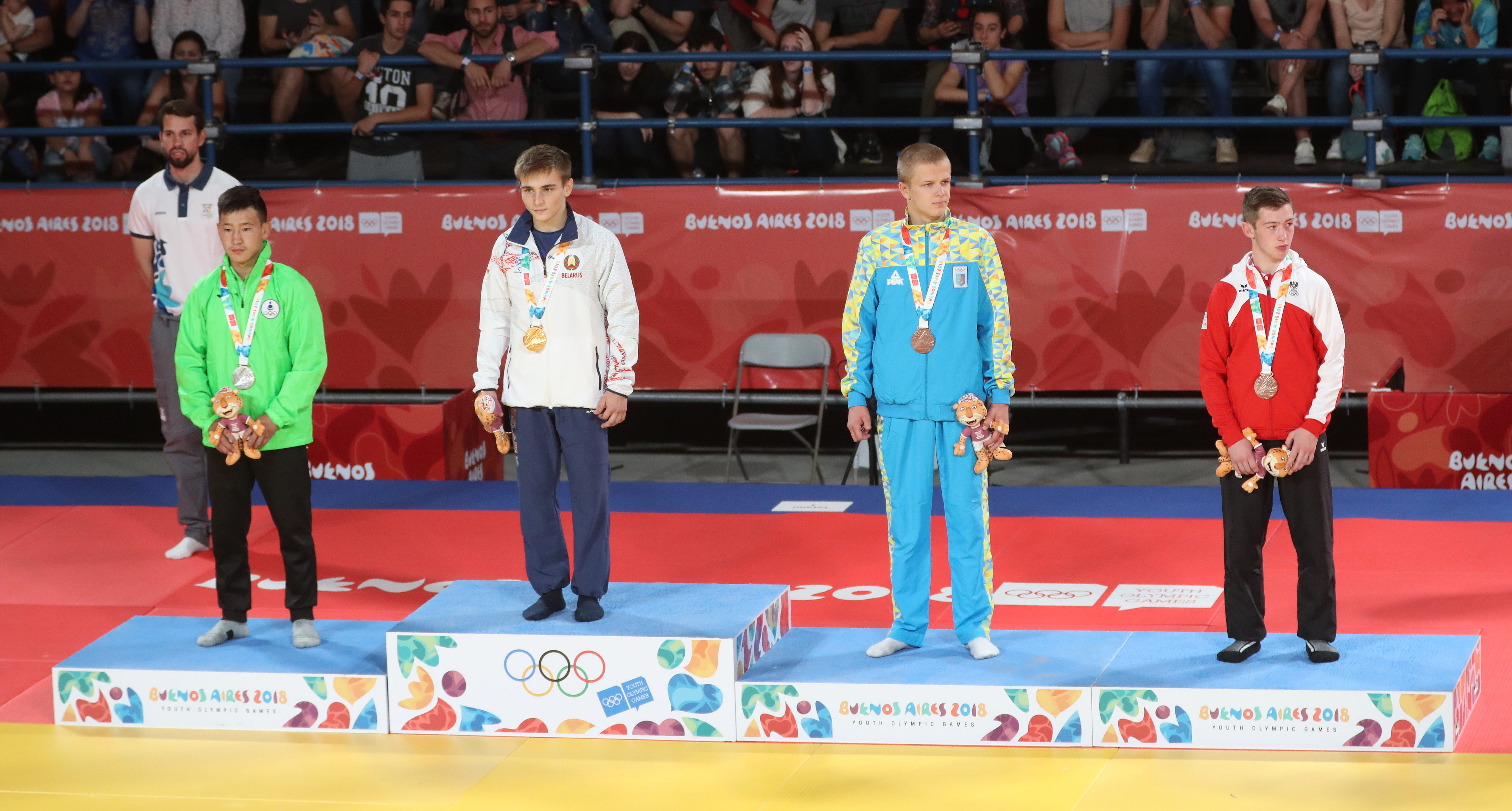
Siegerehrung

#### Bis 66 kg
Der Wettbewerb fand am 7. Oktober statt.
| Platz | Land                    | Athlet               |
| ----- | ----------------------- | -------------------- |
| 1     | Aserbaidschan           | Vugar Talibov        |
| 2     | Russland                | Abrek Nagutschew     |
| 3     | Dominikanische Republik | Antonio Tornal       |
| 3     | Spanien                 | Javier Pena Insausti |

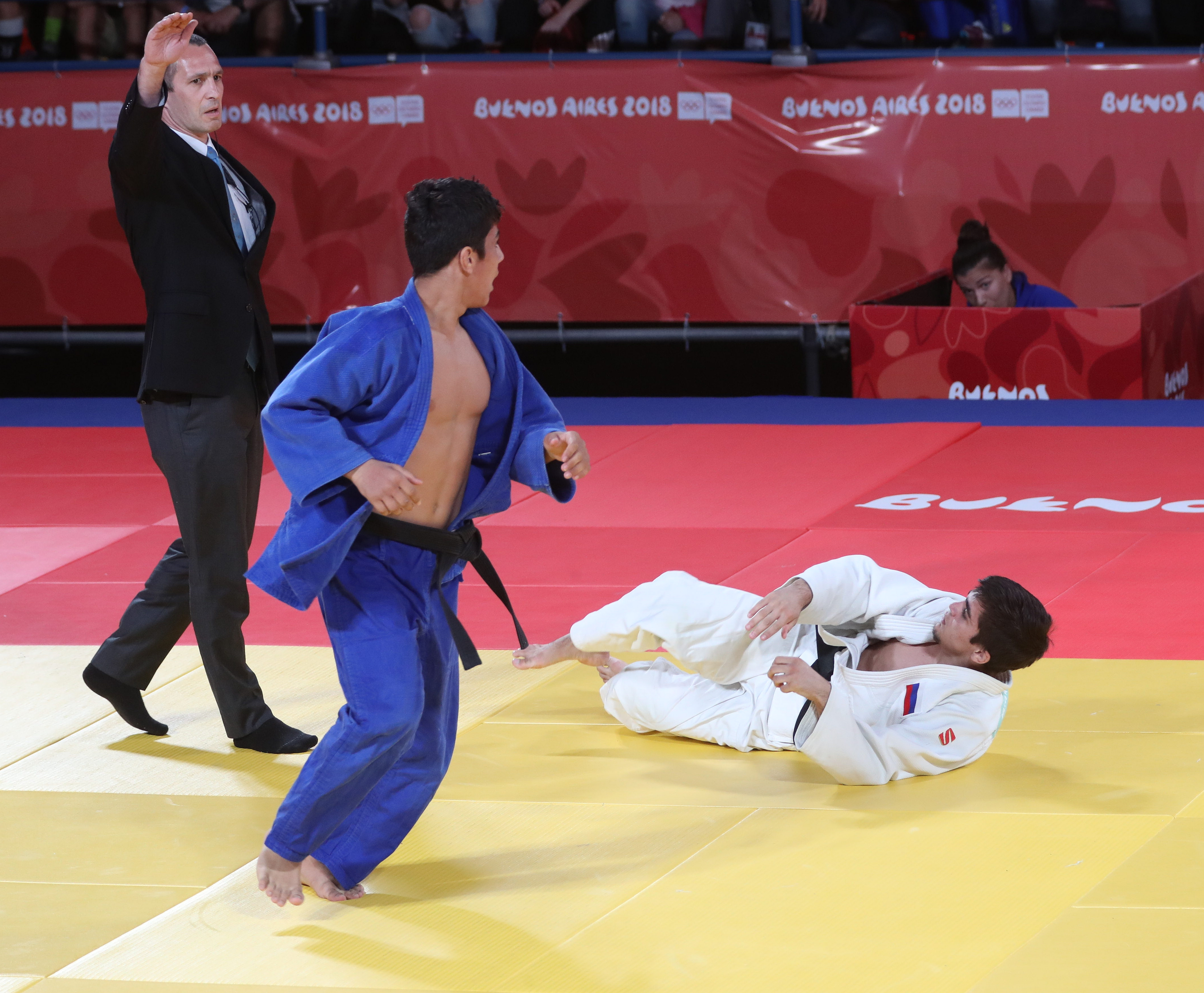
Finale: Abrek Nagutschew vs. Vugar Talibov (links, während er die Ippon-Wertung erhält)
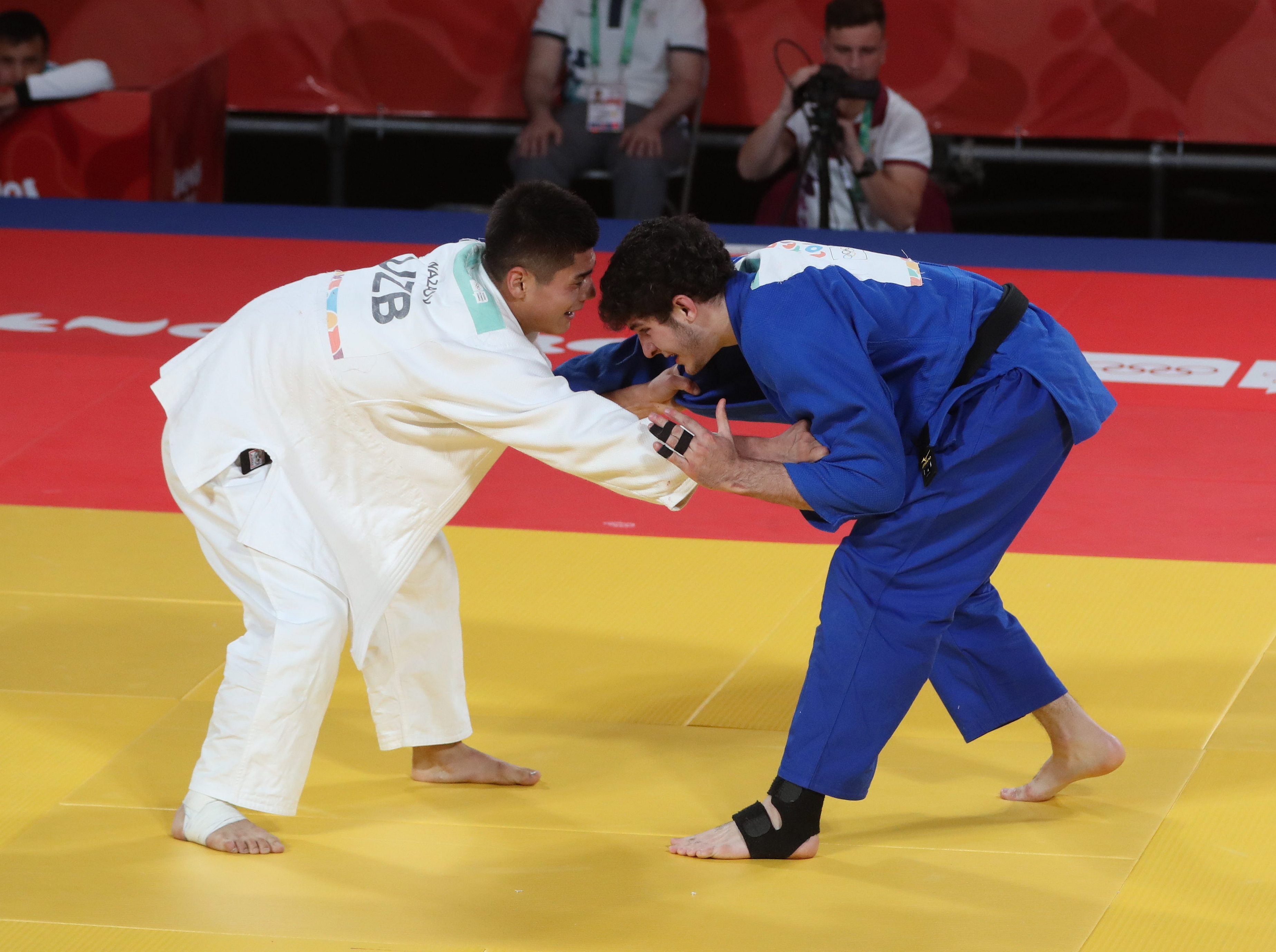
Bronzemedaillenmatch: Jaykhunbek Nazarov gegen Antonio Tornal (rechts)
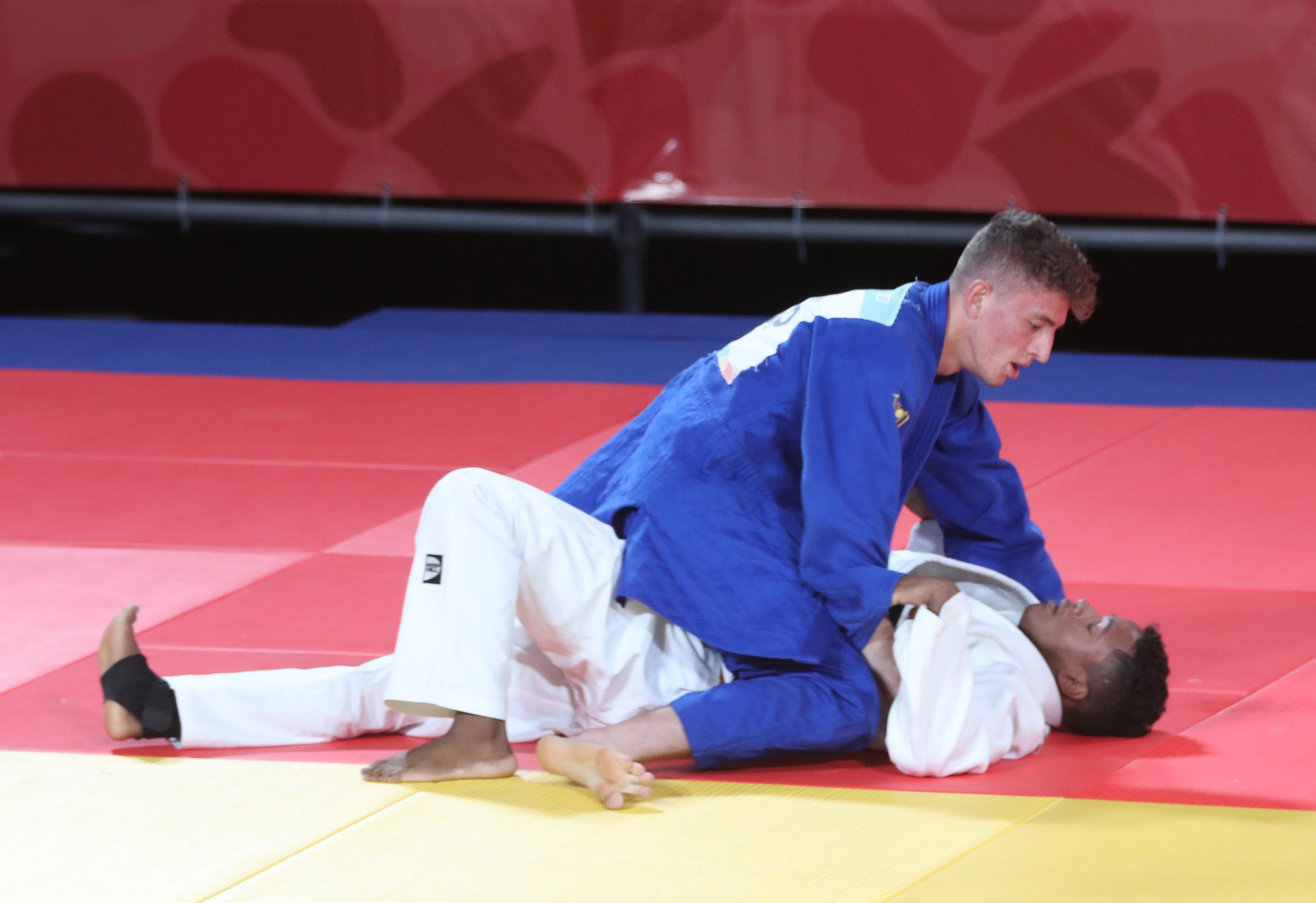
Bronzemedaillenmatch: Kimy Bravo rechts Javier Peña (open)
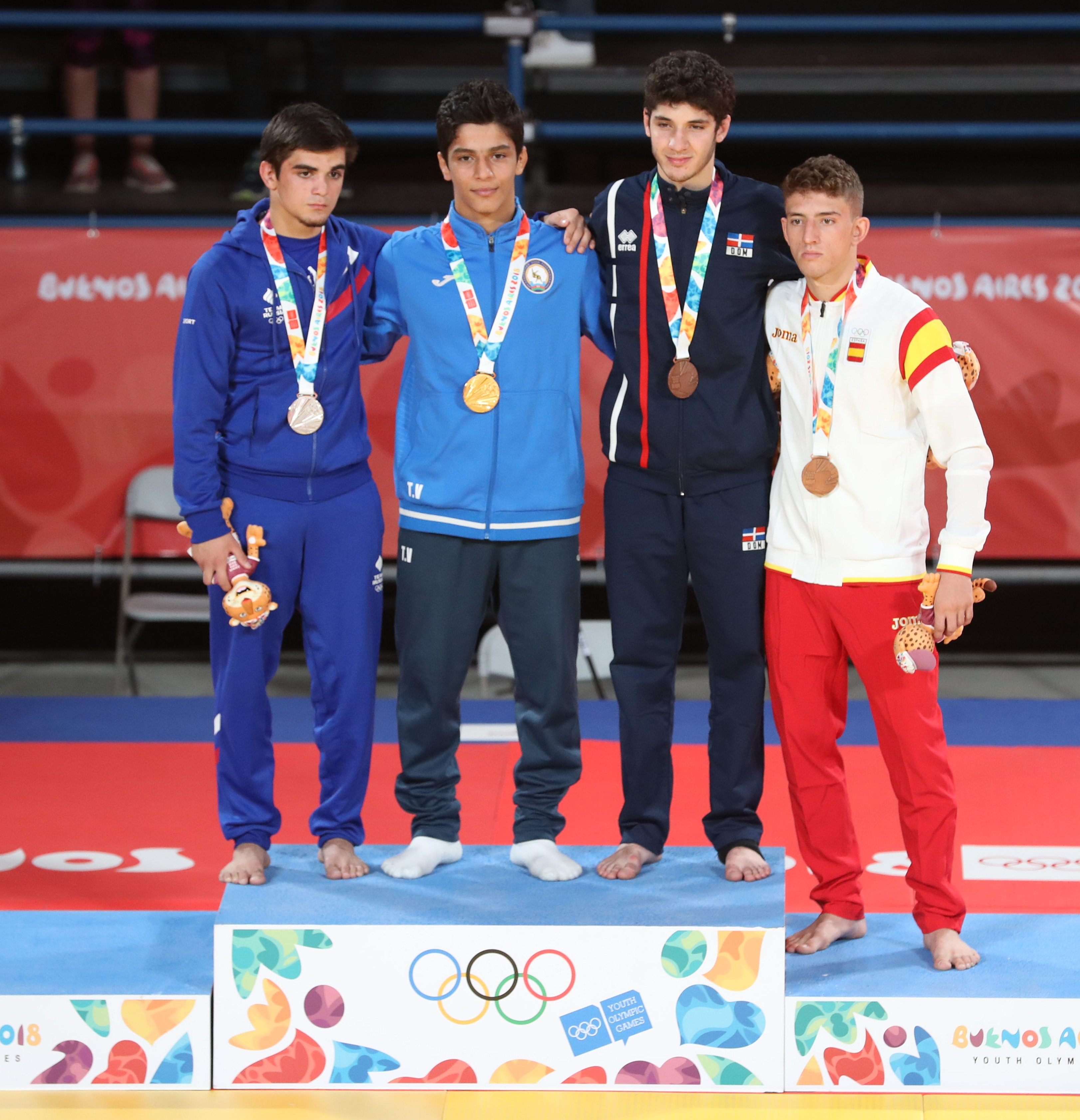
Siegerehrung

#### Bis 81 kg
Der Wettbewerb fand am 8. Oktober statt.
| Platz | Land        | Athlet        |
| ----- | ----------- | ------------- |
| 1     | Rumänien    | Adrian Sulca  |
| 2     | Tschechien  | Martin Bezdek |
| 3     | Kanada      | Keagan Young  |
| 3     | Niederlande | Mark van Dijk |

#### Bis 100 kg
Der Wettbewerb fand am 9. Oktober statt.
| Platz | Land       | Athlet           |
| ----- | ---------- | ---------------- |
| 1     | Kasachstan | Bekarys Saduakas |
| 2     | Georgien   | Ilia Sulamanidse |
| 3     | Moldau     | Alin Bagrin      |
| 3     | Slowenien  | Rok Pogorevc     |

### Mädchen

#### Bis 44 kg
Der Wettbewerb fand am 7. Oktober statt.
| Platz | Land      | Athlet               |
| ----- | --------- | -------------------- |
| 1     | Venezuela | Maria Gimenez        |
| 2     | Indien    | Tahabi Devi Thangjam |
| 3     | Kosovo    | Erza Muminoviq       |
| 3     | Kroatien  | Ana Viktorija Puljiz |

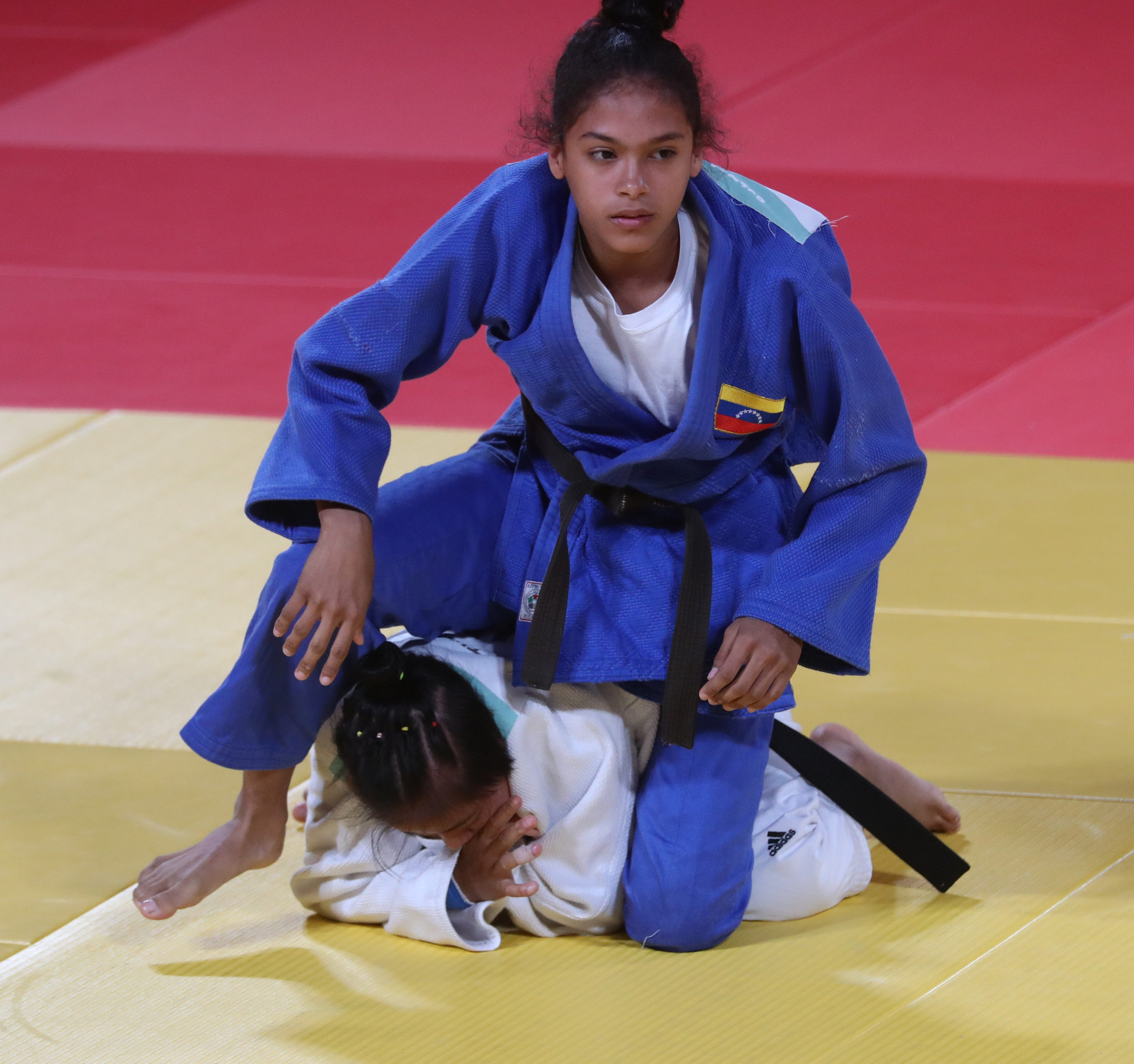
Finale: María Giménez (oben) gegen Tababi Devi Thangjam
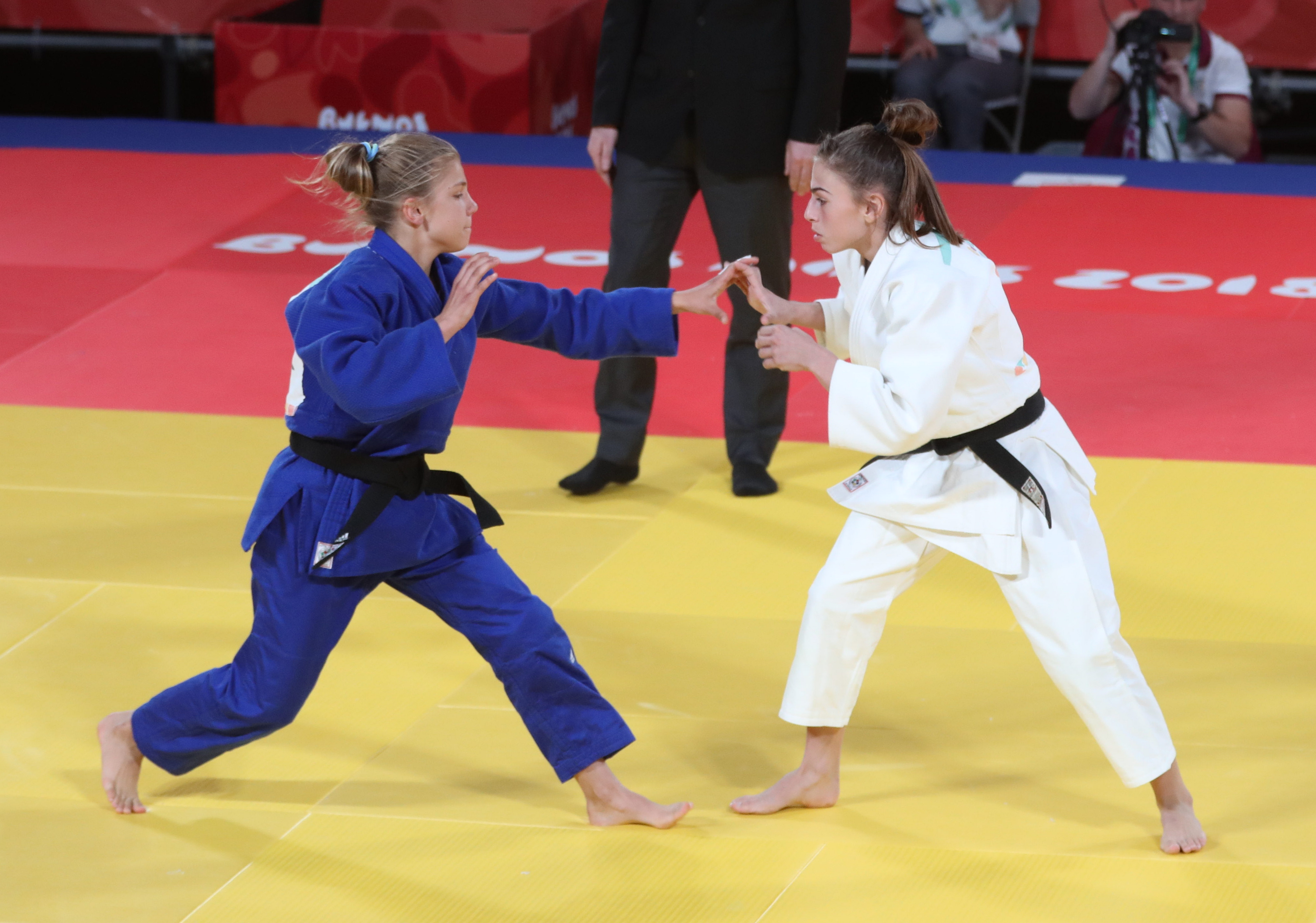
Bronzemedaillenmatch: Erza Muminoviq gegen Anastasia Balaban (links)
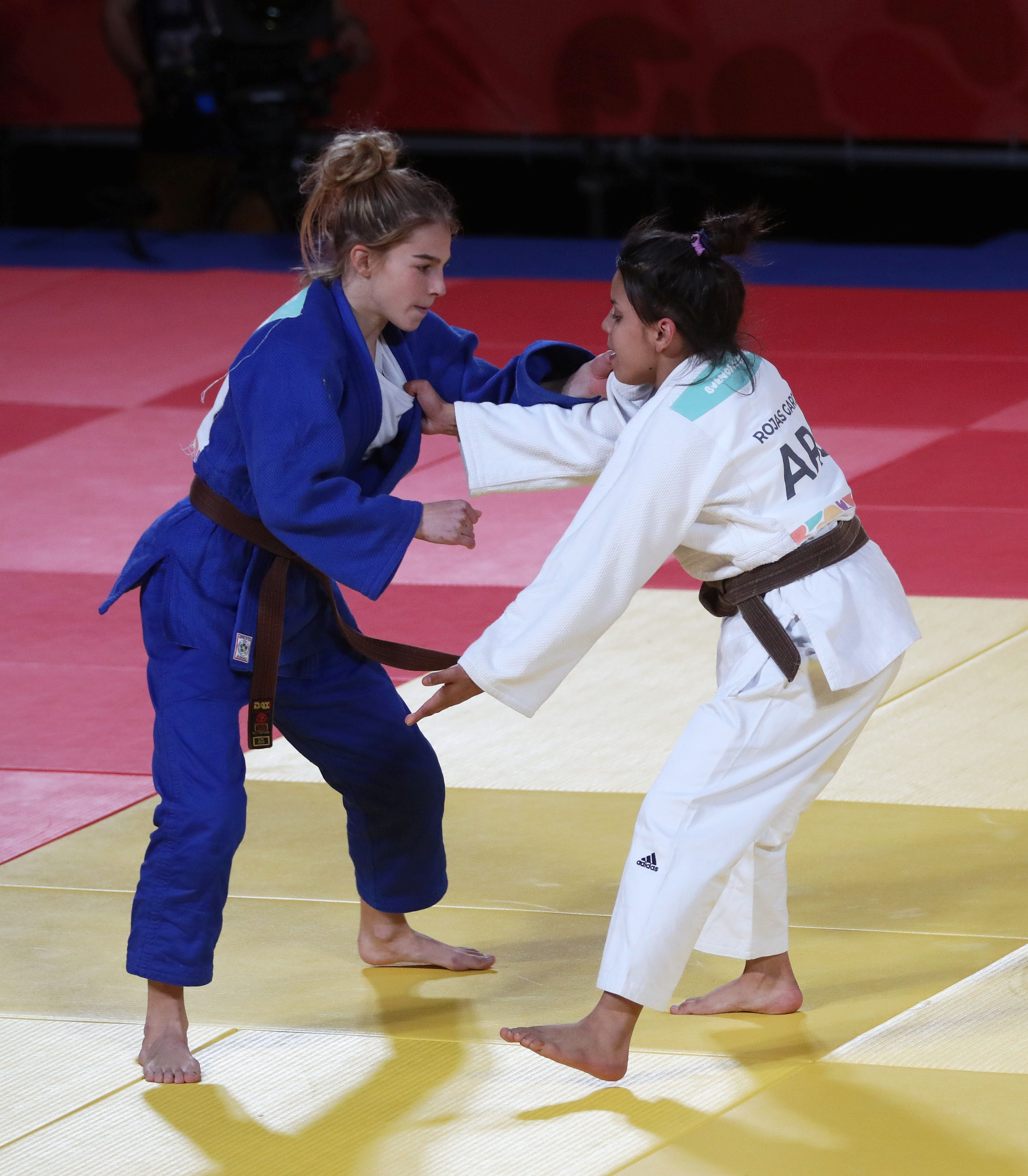
Bronzemedaillenmatch: Mikaela Rojas gegen Ana Viktorija Puljiz (links)
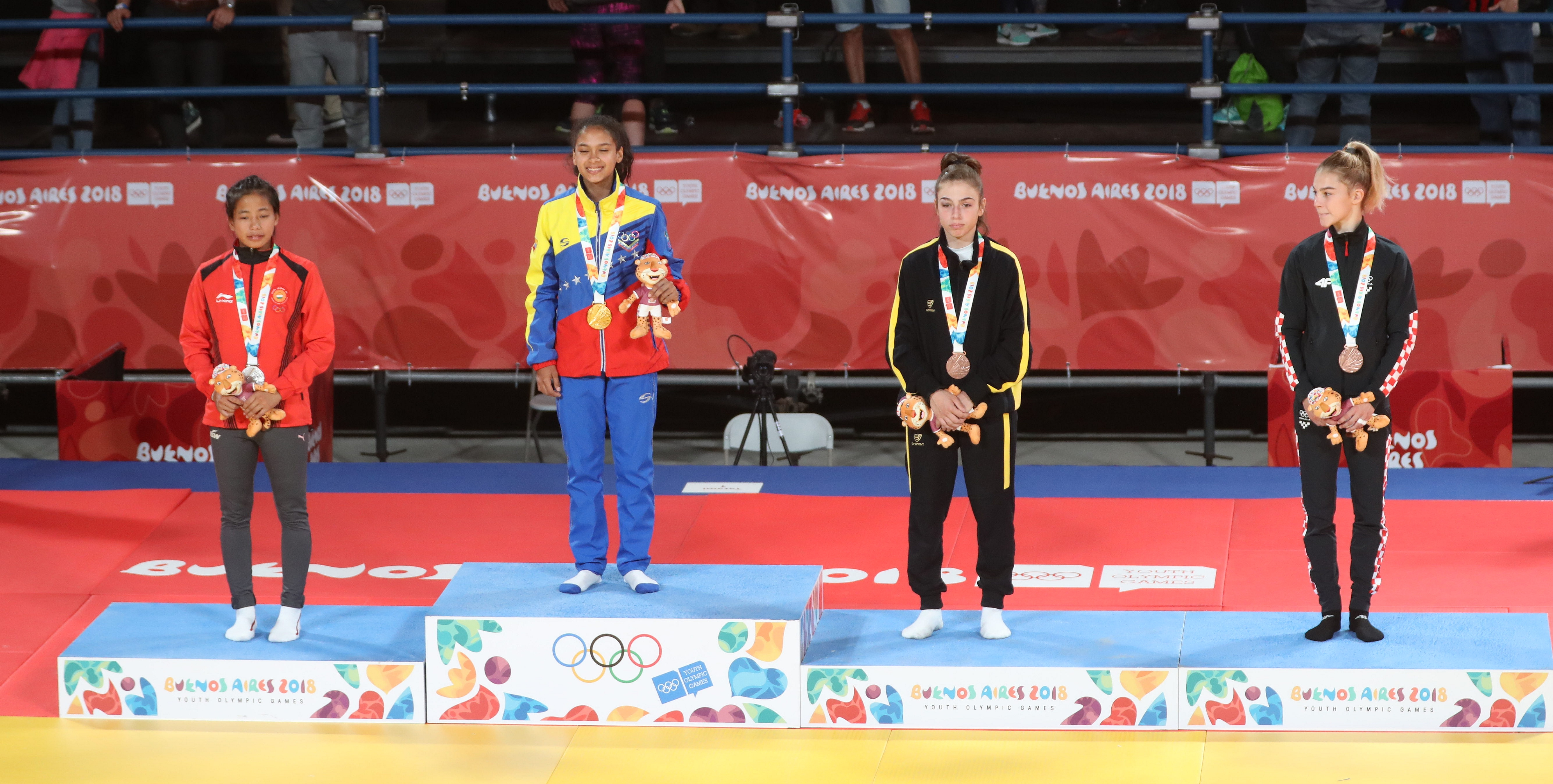
Ehrung der Siegerinnen

#### Bis 52 kg
Der Wettbewerb fand am 8. Oktober statt.
| Platz | Land       | Athlet                  |
| ----- | ---------- | ----------------------- |
| 1     | Russland   | Irena Chubulowa         |
| 2     | Mongolei   | Sosorbaram Lkhagvasuren |
| 3     | Kuba       | Nahomys Acosta Batte    |
| 3     | Usbekistan | Nilufar Ermaganbetova   |

#### Bis 63 kg
Der Wettbewerb fand am 8. Oktober statt.
| Platz | Land     | Athlet         |
| ----- | -------- | -------------- |
| 1     | Ungarn   | Szofi Ozbas    |
| 2     | Tunesien | Mariem Khlifi  |
| 3     | Belgien  | Alessia Corrao |
| 3     | Südkorea | Juhee Kim      |

#### Bis 78 kg
Der Wettbewerb fand am 9. Oktober statt.
| Platz | Land        | Athlet              |
| ----- | ----------- | ------------------- |
| 1     | Deutschland | Raffaela Igl        |
| 2     | Kasachstan  | Margarita Gritsenko |
| 3     | Brasilien   | Eduarda Rosa        |
| 3     | Slowenien   | Metka Lobnik        |

### Gemischte Mannschaft
Der Wettbewerb fand am 10. Oktober statt.
| Platz | teilnehmende Länder                                                                               | Teamname       |
| ----- | ------------------------------------------------------------------------------------------------- | -------------- |
| 1     | - Kroatien - Italien - Mexiko - Chinesisch Taipeh - Belarus - Usbekistan - Venezuela              | Beijing        |
| 2     | - Indien - Madagaskar - Niederlande - Simbabwe - Kolumbien - Spanien - Marokko - Tschechien       | Athens         |
| 3     | - Kosovo - Turkmenistan - Algerien - Slowenien - Tadschikistan - Kirgisistan - Russland - Burundi | Rio de Janeiro |
| 3     | - Bhutan - Peru - Kanada - Ecuador - Österreich - Brasilien - Algerien - Kasachstan               | London         |